# Pode Chorar
"Pode Chorar" é um single da dupla sertaneja Jorge & Mateus. Originalmente lançada pelo grupo Aviões do Forró e descoberta pouco tempo depois pelo ex-produtor musical da dupla, Pinóchio, a música tornou-se sucesso nacional na voz dos sertanejos, sendo premiada com disco de ouro pela ABPD, devido os mais de 100 mil downloads pagos no Brasil. Foi composta pelo instrumentista, compositor e produtor Dorgival Dantas. Em 2015, a canção foi incluída no set list do álbum comemorativo aos 10 Anos da dupla, tendo esse sido lançando em 11 de novembro de 2016.

## Desempenho nas paradas
| Paradas (2007)            | Melhor posição |
| ------------------------- | -------------- |
| Billboard Hot 100 Airplay | 91             |

## Vendas e certificações
| Região                                                        | Certificação | Vendas   |
| ------------------------------------------------------------- | ------------ | -------- |
| Brasil (Pro-Música Brasil)                                    | 2× Platina   | 200,000‡ |
| ‡vendas+valores de streaming baseados somente na certificação |              |          |

## Versão de Alexandre Pires
"Pode Chorar" é uma canção gravada pelo cantor Alexandre Pires, lançada em 2008 como primeiro single extraído do álbum Em Casa. Original do grupo Aviões do Forró, mas reconhecida no ano anterior pela dupla sertaneja Jorge & Mateus, é uma versão ao pagode de um sucesso do, à época, recente sucesso do sertanejo universitário. Foi aceito nas principais rádios do Brasil, assim como no da primeira regravação.

### Desempenho nas paradas
| Paradas (2008)            | Melhor posição |
| ------------------------- | -------------- |
| Billboard Hot 100 Airplay | 8              |